# Willemsparkweg 101-103 (Amsterdam)
Willemsparkweg 101-103 in Amsterdam bestaat uit twee gelijke woonhuizen aan de Willemsparkweg in Amsterdam-Zuid. Per 31 januari 2012 is het een gemeentelijk monument.
De terreinen behoorden tot 1896 tot de gemeente Nieuwer-Amstel, waarbij het voornamelijk bestond uit landbouwgebied, maar hier lag al een weg, de Parkweg. De gemeente Amsterdam annexeerde en transformeerde het tot een woonwijk, de straat kreeg haar nieuwe naam: Willemsparkweg. Aan de Parkweg/Willemsparkweg werd pandje voor pandje gebouwd, slechts enkele panden laten een combinatie zien.
Een van die gebouwen betreft Willemsparkweg 101-103. Jacob Frederik Klinkhamer ontwierp twee in symmetrie gelijke gebouwen, die in eerste instantie dienden tot herenhuizen (1 gezin per gebouw). Ze stammen uit 1890 waarbij de architect zelf gebouw 103 betrok; nummer 101 bood onderdak aan zijn zwager. Klinkhamer ontwierp de panden in een gecombineerde neorenaissancestijl van de tweede helft van de 19e eeuw en eclecticisme.

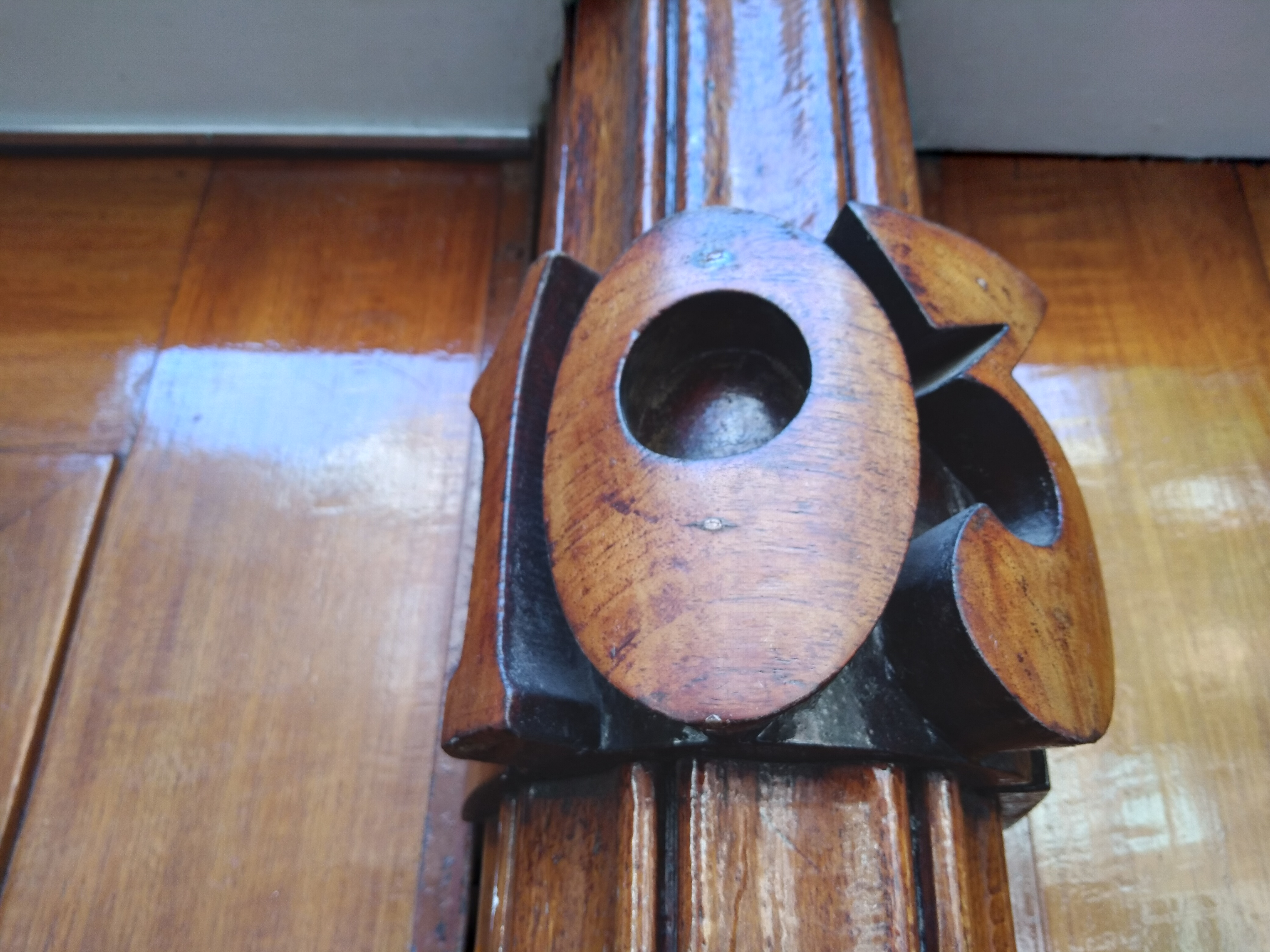
Huisnummer 103 (augustus 2021)